# UFC 164
UFC 164: Henderson vs. Pettis II é um evento de artes marciais mistas promovido pelo Ultimate Fighting Championship, que ocorreu em 31 de agosto de 2013 no BMO Harris Bradley Center em Milwaukee, Wisconsin.

## Background
O evento principal era para ser a disputa pelo Cinturão Peso Leve do UFC, entre o campeão Ben Henderson e o canadense em ascensão, desafiante, TJ Grant. Porém em 13 de Julho de 2013, Grant se lesionou e foi substituído por Anthony Pettis. Em uma revanche da luta que aconteceu no WEC 53, onde Pettis saiu vencedor.
O co-evento principal é esperado para ser entre Josh Barnett, que fará seu retorno ao UFC contra Frank Mir.
Quinn Mulhern era esperado para enfrentar Ryan Couture no evento, porém, uma lesão o tirou do evento e foi substituído por Al Iaquinta.
Derek Brunson era esperado para enfrentar Yoel Romero no evento, porém uma lesão forçou Brunson a se retirar do evento e ser substituído pelo estreante na promoção Brian Houston. Porém, uma lesão também tirou Houston do evento, e Romero foi riscado do card.

## Card Oficial
Nota 1 Pelo Cinturão Peso-Leve do UFC.

## Bônus da Noite
- Luta da Noite:  Pascal Krauss vs.  Hyun Gyu Lim
- Nocaute da Noite:  Chad Mendes
- Finalização da Noite:  Anthony Pettis